# Repartidor electrònic de frenada
El repartiment electrònic de frenada (anomenat comercialment EBV o EBD segons els diferents fabricants) és un sistema electrònic de repartiment de frenada que determina quanta força aplicar a cada roda per aturar el vehicle en una distància mínima i sense que es descontroli.
El sistema calcula si el repartiment és adequat a partir dels mateixos sensors que l'ABS. Tots dos sistemes en conjunt actuen millor que l'ABS en solitari, ja que aquest últim regula la força de frenat de cada roda segons si aquesta s'està bloquejant, mentre que el repartiment electrònic reparteix la força de frenat entre els eixos, ajudant al fet que el fre d'una roda no se sobrecarregui (estigui contínuament bloquejant i desbloquejant) i el d'una altra quedi infrautilizat.

## En motos
En motos, encara que es pot regular el repartiment manualment, hi ha sistemes anomenats de frenada integral o combinades que apliquen la frenada en la proporció ideal per obtenir la màxima frenada.